# منطة

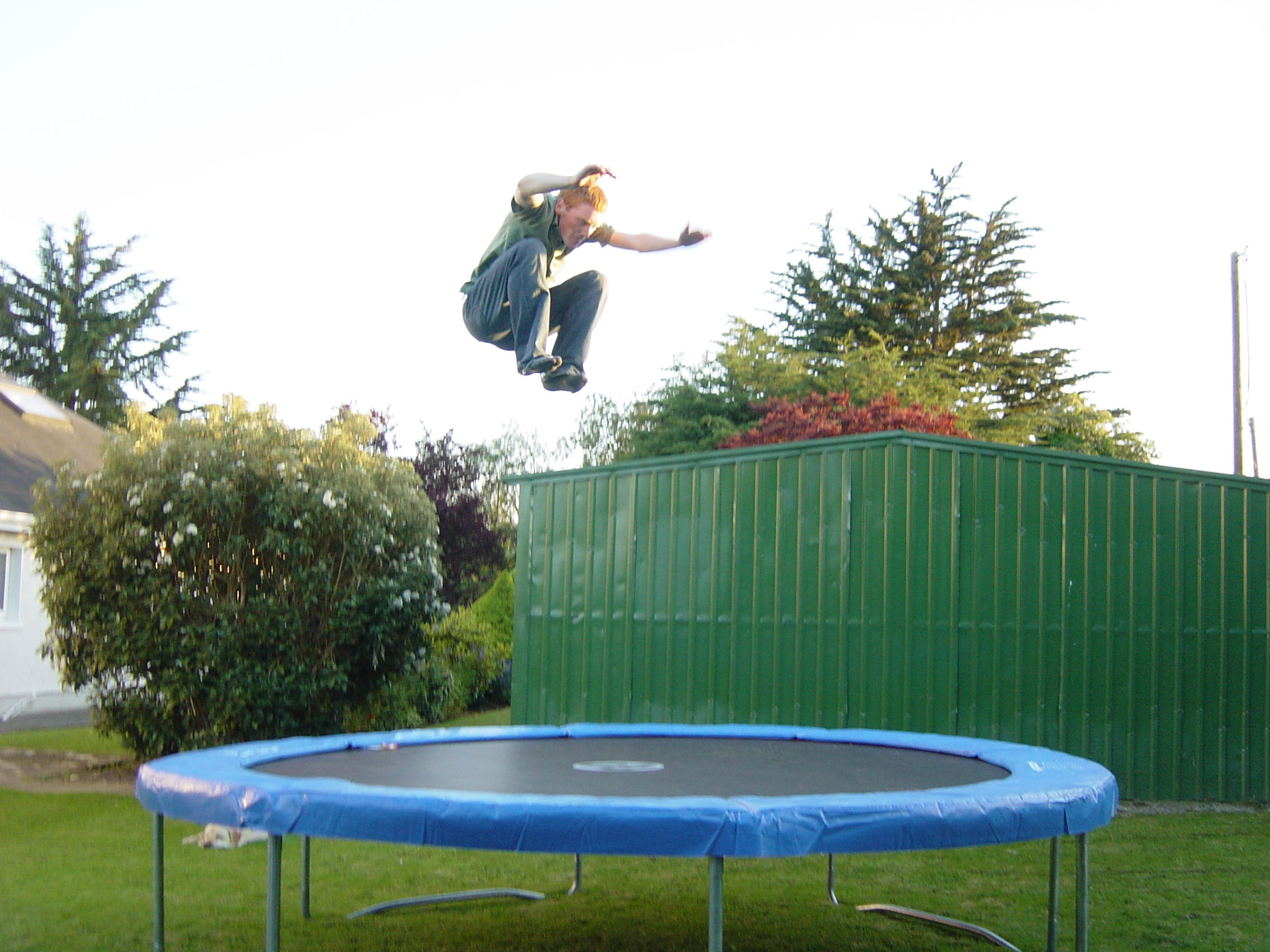
شاب يثب على منطّة.

المِنَطَّة (الجمع: مِنَطَّات)أو الميثاب هو جهاز مكون من قطعة من نسيج مشدود وقوي ممتد على إطار صلب بواسطة عدد من النوابض الملفوفة. ويثب الناس على الترامبولين على سبيل الترفيه والتنافس مع بعضهم البعض.
والنسيج الذي يتم الوثب عليه (يعرف باسم «حصير الوثب» أو «حصيرة القفز») ليس من خامة مطاطية، ولكن ليونته تأتي من النوابض التي تربطه بالإطار الذي يحافظ على طاقة الوضع.

## نبذة تاريخية
استطاع شعب الإنويت تطوير لعبة قريبة الشبه بالمنطّة، وكانوا يقذفون بعضهم بعضًا في الهواء على جلد الفظ (انظر نالوكاتاج). وهناك بعض الشواهد على أن شعوب أوروبا كانوا يقذفون في الهواء عن طريق عدد ممسك ببطانية، وتعرض ماك في ويكفيلد في مسرحية رعاة الدرجة الثانية هو وسانشو بانزا في رواية دون كيشوت للرفع بالبطانية - إلا أن هاتين الحالتين لم تكونا تطوعًا ولا لأجل الترفيه وإنما مثال لمحاكمة جماهيرية شبه قضائية. وسبق أن استخدم رجال الإطفاء شبكة الإنقاذ الشبيهة بالمنطّة التي اخترعت سنة 1887 لإمساك الناس الذين يقذفون بأنفسهم من المباني المشتعلة.
وأول منطّة حديثة كانت مملوكة لجورج نيسن ولاري جريسوولد سنة 1936. كان نيسن لاعب جمباز وغواصًا وكان جريسوولد بهلوان في فريق الجمباز، وكلاهما كان في جامعة آيوا بالولايات المتحدة. وقاموا بملاحظة فناني الأرجوحة باستخدام شبكة مشدودة لإضافة ظلال من المتعة على أدائهم وجربوها بعد مد قطعة من قماش القنب عليها بعد ملئها بالحلقات من جميع جوانبها، على إطار الحديد المزوي بواسطة نوابض ملفوفة. واستخدمت في بادئ الأمر في تدريب البهلوانات ولكن سرعان ما ذاع صيتها لاستخدام العامة دون أي تدخل. وأوضح نيسن أن الاسم مشتق من الإسبانية من كلمة trampolín «ترامبولين» التي تعني مقفز. سمع جورج هذه الكلمة أثناء جولة تفقدية في المكسيك في أواخر أربعينيات القرن العشرين وقرر استخدم شكل إنجليزي في العلامة التجارية لهذه الأداة.
وفي سنة 1942، أنشأ جريسوولد ونيسن شركة جريسوولد نيسن للترامبولين والألعاب البهلوانية، وبدأ في صنع الترامبولين للتجارة في سيدار رابيدز، أيوا

## هوامش

## وصلات خارجية
- Trampoline Technical Information